# Ледовских, Сергей Михайлович
Сергей Михайлович Ледовских (24 апреля 1958, Тамбовская область, РСФСР, СССР) — советский и российский футболист, полузащитник. Мастер спорта СССР (1986).
Старший брат Вячеслав — футбольный тренер.

## Карьера
Родился в Тамбовской области, но уже в 1959 году его семья переехала в Караганду.
Футболом стал заниматься по примеру старшего брата Вячеслава. Воспитанник ДЮСШ «Шахтёр» Караганда. За карагандинский клуб выступал в 1976—1979 и 1980—1982 годах. Выполнял функции правого полузащитника.
В 1980 и 1982—1988 годах играл в «Кайрате» Алма-Ата. В высшей лиге СССР провёл 234 игры, забил 7 мячей.
В 1989—1990 играл за новороссийский «Цемент» во второй лиге. В Новороссийск переехал по приглашению Арсена Найденова, а также ради ребенка, для здоровья которого больше подходил морской климат.
В 1991—1995 годах выступал в составе сочинской «Жемчужины». В 1994 уезжал в Малайзию, где выступал за ФК «Перлис».
Закончил ВШТ. В 1996—1999 работал тренером в «Жемчужине». В настоящее время работает в строительном бизнесе.

### Семья
Женат, сын Михаил.

## Достижения
- Обладатель Кубка Федерации (1988).